# هانا بانس واتسون
هانا بانس واتسون (بالإنجليزية: Hannah Bunce Watson)‏ هي ناشرة أمريكية، ولدت في 28 ديسمبر 1749، وتوفيت في 27 سبتمبر 1807.